# Um Jammer Lammy
Um Jammer Lammy (ウンジャマ・ラミー, Un Jama Ramī) est un jeu vidéo de rythme développé par NanaOn-Sha et édité par Sony Computer Entertainment, sorti en 1999 sur PlayStation.
La version PlayStation a été rééditée en téléchargement sur PlayStation 3 et PlayStation Portable via le PlayStation Network en 2007.

## Système de jeu
Le jeu se déroule pratiquement comme PaRappa the Rapper, sauf que le système de timing est plus exigeant.

## Postérité
En 2018, la rédaction du site Den of Geek mentionne le jeu en 10e position d'un top 60 des jeux PlayStation sous-estimés : « Um Jammer Lammy est plus difficile que Parappa, mais c'est le meilleur des deux opus. Peu de jeux, pas même le premier Parappa, peuvent égaler ses graphismes psychédéliques. ».